# Tim Baillie
Timothy (Tim) Baillie (Aberdeen 11 mei 1979) is een Brits kanovaarder gespecialiseerd in slalom. 
Baillie won samen met Etienne Stott tijdens de Olympische Zomerspelen 2012 in eigen land de gouden medaille in de C-2 slalom. Op wereldkampioenschappen won Baillie tweemaal de bronzen medaille met het team. Vanwege zijn gouden medaille werd hij in 2013 benoemd tot lid in de Orde van het Britse Rijk door koningin Elizabeth II.

## Resultaten

### Olympische Zomerspelen
| Editie | Plaats | Resultaten |
| ------ | ------ | ---------- |
| 2012   | Londen | C-2 Slalom |

### Wereldkampioenschappen kanoslalom
| Jaar | Plaats          | Resultaten                        |
| ---- | --------------- | --------------------------------- |
| 2003 | Augsburg        | 28e C-2 Slalom 4e C-2 Slalom team |
| 2005 | Penrith         | 13e C-2 Slalom                    |
| 2006 | Praag           | 8e C-2 Slalom                     |
| 2007 | Foz do Iguaçu   | 26e C-2 Slalom 5e C-2 Slalom team |
| 2009 | La Seu d'Urgell | 4e C-2 Slalom · C-2 Slalom team   |
| 2010 | Ljubljana       | 17e C-2 Slalom 5e C-2 Slalom team |
| 2011 | Bratislava      | 6e C-2 Slalom · C-2 Slalom team   |

1972: Rolf-Dieter Amend & Walter Hofmann ·
1992: Joe Jacobi & Scott Strausbaugh ·
1996: Franck Adisson & Wilfrid Forgues ·
2000: Pavol Hochschorner & Peter Hochschorner ·
2004: Pavol Hochschorner & Peter Hochschorner ·
2008: Pavol Hochschorner & Peter Hochschorner ·
2012: Tim Baillie & Etienne Stott ·
2016: Ladislav Škantár & Peter Škantár